# Toshiki Chino
Toshiki Chino (千野 俊樹 Chino Toshiki?), född 19 juli 1985 i Yamanashi prefektur, är en japansk före detta fotbollsspelare.
Chino började sin karriär 2004 i Ventforet Kofu. 2006 flyttade han till Blaublitz Akita. Han avslutade karriären 2011.